# Mediolan-San Remo 2006

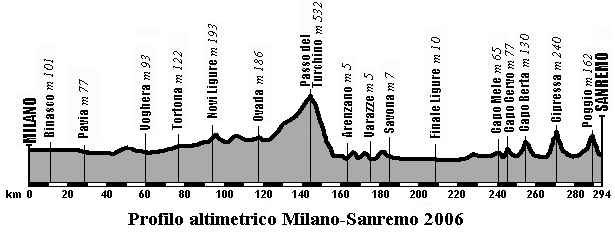
Profil trasy 97. edycji wyścigu

97. edycja Mediolan-San Remo została rozegrana 18 marca 2006. W wyścigu wzięło udział 200 zawodników (do mety dojechało 162), którzy mieli przejechać tradycyjnie 294 km. Wyścig wygrał Filippo Pozzato z Włoch.

## Wyniki wyścigu
|    | Zawodnik            | Kraj       | Drużyna                 | Czas      |
| -- | ------------------- | ---------- | ----------------------- | --------- |
| 1  | Filippo Pozzato     | Włochy     | Quick Step - Innergetic | 6h 29'41" |
| 2  | Alessandro Petacchi | Włochy     | Team Milram             | + 0"      |
| 3  | Luca Paolini        | Włochy     | Liquigas - Bianchi      | + 0"      |
| 4  | Tom Boonen          | Belgia     | Quick Step - Innergetic | + 0"      |
| 5  | Danilo Napolitano   | Włochy     | Lampre - Fondital       | + 0"      |
| 6  | Óscar Freire        | Hiszpania  | Rabobank                | + 0"      |
| 7  | Stefano Garzelli    | Włochy     | Liquigas - Bianchi      | + 0"      |
| 8  | Alessandro Ballan   | Włochy     | Lampre - Fondital       | + 0"      |
| 9  | Martin Elmiger      | Szwajcaria | Phonak                  | + 0"      |
| 10 | Matteo Carrara      | Włochy     | Lampre - Fondital       | + 0"      |